# Bruno-Snell-Preis
Der Bruno-Snell-Preis ist ein Wissenschaftspreis der Mommsen-Gesellschaft. Er wurde 1989 im Gedächtnis des Gründers und Ehrenmitglieds der Gesellschaft, Bruno Snell, begründet. Seitdem wird der mit 3000 Euro dotierte Preis zweijährlich auf Vorschlag der Mitglieder für herausragende Arbeiten junger Forscher im Bereich des griechisch-römischen Altertums vergeben.

## Preisträger
- 1991: Lutz Käppel: Das Theater von Epidauros. Die mathematische Grundidee des Gesamtentwurfs und ihr möglicher Sinn, 1989
- 1993: Ingeborg Kader: Archäologische Beobachtungen zur römischen Expansion im Gebiet des Nahen Ostens während der frühen Kaiserzeit
- 1995: Jens Holzhausen: Der Mythos vom Menschen im hellenistischen Ägypten. Eine Studie zum „Poimandres“ (= CH I), zu Valentin und dem gnostischen Mythos, Bodenheim 1993.
- 1997: Farouk Grewing: Martial, Buch VI. Ein Kommentar, Göttingen 1997.
- 1999: Susanne Muth: Erleben von Raum – Leben im Raum. Zur Funktion mythologischer Mosaikbilder in der römisch-kaiserzeitlichen Wohnarchitektur, 1997
- 2001: Anne Friedrich: Das Symposium der XII Sapientes: Kommentar und Verfassungsfrage, Berlin/New York 2002.
- 2003: Gunnar Seelentag: Taten und Tugenden Traians. Herrschaftsdarstellung im Principat, Stuttgart 2004.
- 2005: Johanna Fabricius: Soma/corpus. Körperbild und Körperkonzepte in der griechischen und römischen Kultur, Göttingen 2003.
- 2007: Christian Tornau: Zwischen Rhetorik und Philosophie. Augustins Argumentationstechnik in De civitate Dei und ihr bildungsgeschichtlicher Hintergrund, Berlin/New York 2006 (UaLG 82)
- 2009: Andreas Hartmann: Zwischen Reliquie und Relikt. Objektbezogene Erinnerungspraktiken in antiken Gesellschaften
- 2011: Dennis Pausch: Livius und der Leser. Narrative Strukturen und literarische Techniken im livianischen Geschichtswerk
- 2013: Johannes Wienand: Der Kaiser als Sieger. Metamorphosen triumphaler Herrschaft unter Constantin I.
- 2015: Raphael Schwitter: Umbrosa lux. Obscuritas in der lateinischen Epistolographie der Spätantike
- 2017: Hans Kopp: Thukydides und die Beherrschung des Meeres. Ein historiographisches Motiv und seine Bedeutung im 5. Jh. v. Chr.
- 2019: Claas Lattmann: Vom Dreieck zu Pyramiden. Mathematische Modellierung bei Platon zwischen Thales und Euklid
- 2021: Maximilian Rönnberg: Athen und Attika vom 11. bis zum frühen 6. Jh. v.Chr. – Siedlungsgeschichte, politische Institutionalisierungs- und gesellschaftliche Formierungsprozesse
- 2023: Kai Preuß: Säkularität und Pastoral bei Augustinus von Hippo. Geschichte – Macht – Subjekt
- 2024: Markus Hafner: Funktion, Stimme, Fiktion. Studien zu Konzeptionen kooperativer Autorschaft in frühgriechischer und klassischer Literatur